# Komaszewo
Komaszewo is een plaats in het Poolse district  Lęborski, woiwodschap Pommeren. De plaats maakt deel uit van de gemeente Wicko en telt 81 inwoners.